# جون دبليو. باريش
جون دبليو. باريش (بالإنجليزية: John W. Parrish)‏ هو مدرس أمريكي، ولد في 1 نوفمبر 1939.